# 대한민국-체코 관계
대한민국-체코 관계는 대한민국과 체코의 외교 관계를 말한다.

## 역사
대한민국과 체코의 외교 관계는 1990년 3월 22일에 시작되었다.
이후 2018년 11월, 대한민국의 문재인 대통령은 체코와의 양국간 협력을 확대할 것이라고 약속했다. 문재인 대통령과 안드레이 바비시 체코 총리는 두 국가의 G20 정상회담을 위해, 문재인 대통령이 프라하를 방문하는 동안 인공지능 등의 다양한 분야에서 서로에 대한 협력을 강화하기로 합의했다.
2020년 11월, 대한민국은 러시아와 함께 67억 4,000만 달러 규모의 두코바니 원자력 발전소(Dukovany Nuclear Power Station) 건설을 지원하였다. 2029년 착공 예정이며, 2036년에 완공되어 가동에 들어갈 것으로 전망되었다. 체코 전력 회사 CEZ의 CEO 다니엘 베네시(Daniel Beneš)는 건설업체가 2022년까지 선정될 것이라고 말했다.
2024년 7월 17일 페트르 피알라 체코 총리는 두코바니 원자력 발전소의 증설 계약 우선협상 대상자로 한국의 한국수력원자력(KHNP)를 결정했다. 2025년 3월경 최종 계약이 체결될 전망이다.
체코 외교부 공보실장인 주자나 슈티호바(Zuzana Štíchová)는 2020년 12월 통과된 대북전단금지법에 의문을 제기했다. 얼마 후 서울의 조치에 대해 논의를 했고, 이 법이 대한민국이 체코는 물론 유럽 연합의 논의 주제가 될 수 있음을 시사했다.

## 현지 거주민
2018년 체코에는 거주허가를 받은 대한민국 국민은 2,673명이었다.

## 교류
2015년까지 대한민국은 체코에게 유럽을 제외하고 세 번째로 큰 비즈니스 파트너였다. 같은 해에 체코의 총리 보후슬라프 소보트카가 언급한 대로 자동차 제조, 국방, 인프라, 원자력, 철도 운송 사업 관계를 확장시킨다는 목표로 파트너십 협정을 체결하였다. 2018년에 양국 간의 무역액은 30억 달러에 육박한다.
또한, 대한민국은 2016년 32만 5000명, 2017년 41만 7000명에 이어 2019년 41만 6000명으로 체코의 여덟 번째로 많은 방문국이다. 체코는 2019년 체코를 관광하는 한국인들을 위해 출입국 관리 자동화 프로그램을 적용하였다. 이는 유럽을 제외하고 체코에 자동화 프로그램을 적용받는 유일한 국가이다.

## 대사관
- 대한민국의 주 대한민국 체코 대사관은 프라하에 위치해 있다.
- 체코의 주 체코 대한민국 대사관은 서울에 위치해 있다.

## 같이 보기
- 대한민국의 대외 관계
- 체코의 재외공관 목록
- 대한민국의 재외공관 목록